# Chernes mongolicus
Espèce
Chernes mongolicus est une espèce de pseudoscorpions de la famille des Chernetidae.

## Distribution
Cette espèce est endémique de Mongolie. Elle se rencontre vers Khovd.

## Description
Chernes mongolicus mesure 2,5 mm.

## Étymologie
Son nom d'espèce lui a été donné en référence au lieu de sa découverte, la Mongolie.

## Publication originale
- Beier, 1973 : Pseudoscorpione aus der Mongolei. Annalen des Naturhistorischen Museums in Wien, vol. 77, p. 167-172 (texte intégral).